# Lepanthes refracta
Lepanthes refracta är en orkidéart som beskrevs av Carlyle August Luer. Lepanthes refracta ingår i släktet Lepanthes och familjen orkidéer. Inga underarter finns listade i Catalogue of Life.